# Dries Devillé
Dries Devillé (Brussel, 5 juni 1988) is een Belgisch Vlaams-nationalistisch politicus voor Vlaams Belang.

## Levensloop
Devillé behaalde in 2013 een masterdiploma rechten aan de KU Leuven en volgde hierna als werkstudent een master-na-master in het notariaat aan de Vrije Universiteit Brussel (VUB), een diploma dat hij in 2017 behaalde. Professioneel was hij van 2013 tot 2018 werkzaam als advocaat aan de balie in Brussel. Daarna was hij van 2018 tot 2021 juridisch medewerker bij een notaris in Mechelen, van 2021 tot 2022 vastgoedjurist en van 2022 tot 2024 bedrijfsjurist.
In 2003-2004 werd Devillé actief bij het Nationalistisch JongStudentenVerbond (NJSV). In die periode werd het NJSV opnieuw actief onder leiding van Tom Van Grieken, die toen de Antwerpse afdeling opnieuw tot een succes maakte. Vanuit Antwerpen werden ook andere afdelingen nieuw leven ingeblazen. Devillé bouwde er toen samen met enkele medescholieren de Brusselse afdeling uit. 
In 2003 werd Devillé ook lid van het toenmalige Vlaams Blok, dat een jaar later zich zou omvormen tot het Vlaams Belang.  In die periode werd hij ook actief bij de Vlaams Belang Jongeren en stapte er later in het nationaal bestuur.
In 2006 was Déville bij de gemeenteraadsverkiezingen kandidaat op de Vlaams Belang-lijst in Halle en werd verkozen tot gemeenteraadslid. Hierdoor werd hij 18-jarige leeftijd het jongste gemeenteraadslid ooit van de stad Halle. In 2012 was hij bij de gemeenteraadsverkiezingen van dat jaar lijsttrekker voor het Vlaams Belang in Halle en werd opnieuw verkozen tot de gemeenteraad. Na twaalf jaar gemeenteraadslid te zijn geweest besloot hij voor de verkiezingen van oktober 2018 niet meer op te komen omdat hij verhuisde naar Bonheiden. In 2023 vestigde hij zich vervolgens in Mechelen.
Hierna was hij enige jaren minder van dichtbij actief bij de partijpolitiek en het Vlaams Belang. Desalniettemin bleef hij betrokken vanuit de advocatuur door onder meer een aantal procedures te voeren tegen de komst van moskeeën en een Sikh-tempel. In het najaar van 2023 werd hij opnieuw naar voor geschoven als kopstuk bij de partij en werd er aangeduid als lijsttrekker in de stad Mechelen voor de lokale verkiezingen van oktober 2024. Hij werd verkozen en werd fractieleider voor Vlaams Belang in de Mechelse gemeenteraad. 
Bij de Vlaamse verkiezingen van 9 juni 2024 werd hij vanop de derde plaats van de Vlaams Belang-lijst in de kieskring Antwerpen verkozen in het Vlaams Parlement met 7.539 voorkeurstemmen. Hij ging er zetelen in de commissies Leefmilieu, Natuur en Ruimtelijke Ordening en Wonen, Toerisme, Energie en Klimaat.